# フリードライヒ運動失調症
フリードライヒ運動失調症（英: Friedreich's ataxia, FRDAまたはFA ）は、歩行困難、感覚鈍麻、言語障害などの症状を引き起こす遺伝性疾患であり、それらの症状は時間の経過とともに悪化する。精神機能は正常なままである。一般的に症状が出始めるのは5歳から15歳の間である。FRDAは進行するにつれて、肥大型心筋症を発症したり視力と聴力を失ったりするケースが多い。その他の合併症には、脊柱側弯症や糖尿病などがあげられる。
FRDAは、常染色体劣性により罹患者の両親から受け継がれる。9番染色体上のFXN遺伝子の突然変異が原因で発生し、フラタキシンと呼ばれるタンパク質の産生が減少することによる。これにより、神経細胞、心臓細胞、膵臓ベータ細胞などの高活性細胞が損傷する。診断は多くの場合、症状に基づき行われ、遺伝子検査によって確定される。
症状や合併症を管理することはできるが、根本的な特定の治療法はない。管理するにあたり、理学療法、車椅子などの移動補助器具、補聴器などが用いられる。FRDA罹患者の平均余命は約37年であるが、 60代またはそれ以上生きる罹患者もいる。
FRDAは、米国の50,000人に1人が罹患しており、最も一般的な遺伝性運動失調症である。FRDAの罹患率が高い地域は、ヨーロッパ、中東、南アジア、北アフリカである。FRDAは、1863年に症状を最初に説明したドイツの医師のニコラウス・フリードライヒにちなみ名付けられた。いくつかの潜在的な治療法の研究が進められている。